# Dolmen von Doulx

Der Dolmen im Wappen von Pussigny

Der Dolmen von Doulx (auch Dolmen von Doux oder Pierre Levée genannt) liegt westlich von Pussigny bei Marigny-Marmande in der Touraine im Département Indre-et-Loire in Frankreich. Dolmen ist in Frankreich der Oberbegriff für neolithische Megalithanlagen aller Art (siehe: französische Nomenklatur).
Der 1,6 m hohe Dolmen besteht aus gelbem Sandstein und misst etwa 2,8 × 3,3 Meter. Es ist ein ovaler Dolmen, dessen großer Deckstein auf drei der sieben Orthostaten ruht, von denen einer in der Kammer liegt. Der ovale Tumulus von 8,0 bis 9,0 Metern Durchmesser umschließt das Denkmal noch bis zu drei Viertel der Höhe der Orthostaten. Wahrscheinlich bedeckte der Hügel ursprünglich den Dolmen vollständig, wie bei fast allen der 29 Dolmen in der Touraine. Die Kammer wurde bereits früher durchwühlt. Der Dolmen ist einer der kleinsten im Département. Der 3,4 Meter lange, nach Westen geneigte Deckstein liegt über sechs oval angeordneten Tragsteinen, mit einer breiten Lücke im Osten, wie bei allen Dolmen der Region. Seine Unterschutzstellung ist beantragt. Ein Menhir, der zwischen 1894 und 1923 zerstört wurde, befand sich nahe dem namengebenden Hof Doulx.
Die Ausgrabung lieferte geschliffene Feuersteine, Bronzen und Knochen, die Louis Dubreuil Chambardel (1876–1927) untersuchte. Die Schädel von Doulx sind laut La Touraine Prehistorique eindeutig brachycephal. Der am besten erhaltene hat eine Länge von 0,176 m und eine Breite von 0,146 m, ein Index von 0,82. Bearbeiteter Feuerstein ist etwa 600 Meter nordöstlich des Dolmens reichlich vorhanden.
Der Dolmen steht als Monument historique unter Denkmalschutz.